# Kilingbara
Kilingbara, également orthographié Kalangbara, est une localité située dans le département de Kampti de la province du Poni dans la région Sud-Ouest au Burkina Faso.

## Géographie
Kilingbara se trouve à 12 km au sud de Kampti, le chef-lieu départemental, et à 500 m au sud de Latara. Le village est traversé par la route départementale D54 et se situe à 1 km de la route nationale 12.

## Santé et éducation
Le centre de soins le plus proche de Kilingbara est le centre de santé et de promotion sociale (CSPS) de Latara tandis que le centre médical est à Kampti et que le centre hospitalier régional (CHR) de la province se trouve à Gaoua.